# Alfred Wiström (botaniker)
Johan Alfred Wiström, född 28 augusti 1830 i Gävle, död 5 juli 1896 i Lingarö, Hälsingtuna socken, var en svensk lärare och botaniker.
Alfred Wiström var son till åkaren Lars Wikström och Anna Stina Justus. Han blev student vid Uppsala universitet 1851, filosofie kandidat där 1857 och filosofie doktor samma år. Han var från 1859 adjunkt vid läroverket i Hudiksvall. Väl bevandrad i zoologi och geologi ägnade sig Wiström dock främst åt botaniken, där hans huvudintresse gällde Hälsinglands flora. Förutom doktorsavhandlingen Botaniska och geologiska iakttagelser öfver Dalelfvens flodområde i Upland (1857) utgav han bland annat Provinsen Helsinglands fanerogama vexter och ormbunkar (1867, avhandling för lektorat). Hans fortsatta omfattande undersökningar rörande Hälsinglands växtvärld utgavs av brorsonen Wilhelm Wiström. Wiström var den förste som bedrev entomologiska studier i Hälsingland. Dessa resulterade i hans förteckning (1871, upptagande 245 arter) över Hälsinglands storfjärilar. 
Han lämnade även bidrag till belysande av Hälsinglands kulturhistoria och verkade bland annat för att bevara fornminnena och sprida kunskap om dem bland befolkningen. En märklig insats gjorde han genom att i Enångers gamla kyrka, byggd på 1300-talet och sedan 1850 ej använd till gudstjänst, inreda ett kyrkomuseum, inrymmande Hälsinglands fornminnessällskaps samling av huvudsakligen medeltida inventarier, särskilt träskulpturer, från hälsingekyrkor. Han var ordförande i sällskapet från 1876 och blev korresponderande ledamot av Vitterhetsakademien 1878.